# Chị đẹp đạp gió rẽ sóng
Chị đẹp đạp gió rẽ sóng  là một chương trình truyền hình thực tế về âm nhạc được phát sóng trên kênh VTV3. Đây là phiên bản Việt Nam của chương trình truyền hình Trung Quốc Sister Who Make Waves (Ride The Wind) do Mango TV sản xuất.

## Định dạng
Chị đẹp đạp gió rẽ sóng gần như giữ nguyên format của bản gốc chương trình Sister Who Make Waves (Ride The Wind). Chương trình bao gồm 30 nữ nghệ sĩ (được gọi là các chị đẹp) có độ tuổi từ 30 trở lên hoặc gần kề tuổi 30, đã và đang hoạt động trong giới giải trí. Mỗi đêm công diễn, sau những buổi luyện tập cả về thanh nhạc lẫn vũ đạo, các chị đẹp sẽ được lập thành các nhóm nhạc 3, 5 hoặc 7 thành viên. Đội nhận về nhiều phiếu bầu chọn trực tiếp sẽ giành chiến thắng và đi tiếp. Sau 5 đêm công diễn, đêm chung kết sẽ chọn ra những chị đẹp có lượng fan đông đảo nhất, dựa trên bình chọn của khán giả trường quay để ra mắt với tư cách một nhóm nhạc.

## Lịch sử sản xuất
Vào ngày 8 tháng 6 năm 2023, nhà sản xuất chương trình chính thức công bố sở hữu bản quyền của Sister Who Make Waves (Ride The Wind), một chương trình nổi tiếng tại Trung Quốc đã từng có sự xuất hiện của ca sĩ Chi Pu, với phiên bản Việt Nam được đặt tên là Chị đẹp đạp gió rẽ sóng. Chương trình được Tổng Công ty Truyền hình Cáp Việt Nam (VTVCab) và Tập đoàn truyền thông YeaH1 đầu tư thực hiện, và được sản xuất bởi STV Production, công ty thành viên của tập đoàn YeaH1. Dàn ê-kip thực hiện chương trình cho mùa đầu tiên đã được công bố vào ngày 20 tháng 7 năm 2023. Ngày 10 tháng 8 năm 2023, ba người dẫn chương trình và ba thành viên trong ban cố vấn đã được thông báo qua fanpage của chương trình. Danh tính 30 chị đẹp tham gia chương trình mùa đầu tiên lần lượt được tiết lộ trong tháng 8 và tháng 9 năm 2023.
Ngày 19 tháng 10 năm 2023, chương trình tổ chức họp báo ra mắt với sự xuất hiện của các chị đẹp. Một ngày sau đó, video âm nhạc ca khúc chủ đề "Nơi bình minh đầy nắng" với sự có mặt của toàn bộ 30 chị đẹp tham gia chương trình được đăng tải lên kênh YouTube của Yeah1 Show.
Vào tháng 2 năm 2024, fanpage của chương trình đưa ra thông báo sẽ sản xuất mùa thứ hai của chương trình, ngay sau khi mùa 1 kết thúc gần một tháng. Theo thông tin được đơn vị sản xuất công bố vào tháng 7, mùa 2 của chương trình, mang tên là Chị đẹp đạp gió 2024, được phát sóng trên kênh VTV3 từ ngày 26 tháng 10 năm 2024, với 28 chị đẹp mới cùng 2 chị đẹp đã tham gia chương trình ở mùa 1.
Vào đầu năm 2025, nhà sản xuất thông báo không sản xuất chương trình Chị đẹp đạp gió mùa 3 trong năm 2025, cùng với Anh trai vượt ngàn chông gai mùa 2, nhường thời lượng phát sóng cho chương trình Tân binh toàn năng. Dự kiến chương trình sẽ tiếp tục sản xuất mùa 3 vào năm 2026.
Chương trình do Ban Văn nghệ, Đài Truyền hình Việt Nam phối hợp với công ty 1Production (thuộc Yeah1) thực hiện.

## Phát sóng
Chị đẹp đạp gió rẽ sóng lên sóng vào thứ 7 hàng tuần, lúc 21:15 trên kênh VTV3 và công chiếu lúc 21:45 trên kênh YouTube chính thức của nhà sản xuất (Yeah1 Show). Sang mùa thứ 2, chương trình chuyển sang phát sóng lúc 20:00 thứ 7 hàng tuần, công chiếu lúc 20:30 trên YouTube chính thức của nhà sản xuất (Yeah1 Show). Riêng tập 8, mùa 2 được lên sóng vào chủ nhật (ngày 8 tháng 12 năm 2024), lúc 21:15 trên kênh VTV3 và công chiếu lúc 21:30 trên kênh YouTube chính thức Yeah1 Show của nhà sản xuất.

## Tổng quan các mùa
| Mùa | Mùa | Số chị đẹp | Số tập | Số tập | Phát sóng gốc        | Phát sóng gốc       | Đội hình chung cuộc | TK     |
| Mùa | Mùa | Số chị đẹp | Số tập | Số tập | Phát sóng lần đầu    | Phát sóng lần cuối  | Đội hình chung cuộc | TK     |
| --- | --- | ---------- | ------ | ------ | -------------------- | ------------------- | --- | ------ |
|     | 1   | 30         | 15     | 15     | 28 tháng 10 năm 2023 | 3 tháng 2 năm 2024  | - Thu Phương - Mỹ Linh - Lệ Quyên - Trang Pháp (đội trưởng) - Diệp Lâm Anh - Ninh Dương Lan Ngọc - MLee                                   | [ 3 ]  |
|     | 2   | 30         | 15     | 15     | 26 tháng 10 năm 2024 | 25 tháng 1 năm 2025 | - Minh Tuyết - Minh Hằng - Tóc Tiên (đội trưởng) - Bùi Lan Hương - Dương Hoàng Yến - Xuân Nghi - Thiều Bảo Trâm - Kiều Anh - Mie - MisThy | [ 14 ] |

## Giải thưởng và đề cử
| Năm  | Giải thưởng             | Hạng mục                       | Đề cử                                 | Kết quả   | TK     |
| ---- | ----------------------- | ------------------------------ | ------------------------------------- | --------- | ------ |
| 2023 | Ấn tượng VTV            | Chương trình giải trí ấn tượng | Chị đẹp đạp gió rẽ sóng               | Đoạt giải | [ 15 ] |
| 2023 | WeChoice Awards         | Chương trình của năm           | Chị đẹp đạp gió rẽ sóng               | Đề cử     | [ 16 ] |
| 2024 | Vietnam iContent Awards | Hiện tượng số của năm          | Chị đẹp đạp gió rẽ sóng               | Đề cử     | [ 17 ] |
| 2024 | Làn Sóng Xanh           | Nhà sản xuất của năm           | Hứa Kim Tuyền                         | Đề cử     | [ 18 ] |
| 2024 | WeChoice Awards         | Màn trình diễn bùng nổ         | Mashup Mùa đông x Chuyện của mùa đông | Đề cử     | [ 19 ] |
| 2025 | Giải Âm nhạc Cống hiến  | Nhà sản xuất của năm           | Hứa Kim Tuyền                         | Đề cử     | [ 20 ] |

## Các phiên bản khác

### Anh trai vượt ngàn chông gai
Sau thành công của Chị đẹp đạp gió rẽ sóng mùa 1, vào ngày 26 tháng 1 năm 2024, đơn vị sản xuất hé lộ sắp ra mắt chương trình Call Me by Fire phiên bản Việt với tên gọi Anh trai vượt ngàn chông gai. Đây là cuộc thi tập hợp 33 nghệ sĩ nam đã và đang thành công ở các vai trò khác nhau trong làng giải trí có độ tuổi từ 30 trở lên. Tương tự chương trình dành cho nữ, các "anh tài" sẽ cùng nhau tập luyện, biểu diễn, thi đấu, gắn kết và bứt phá giới hạn của bản thân thông qua nhiều thử thách. Chương trình đã bắt đầu phát sóng trên VTV3 và YouTube vào ngày 29 tháng 6 năm 2024.

### Tết đẹp
Tết đẹp là một phiên bản sau chương trình của Chị đẹp đạp gió rẽ sóng, dưới định dạng một gala âm nhạc đặc biệt chào năm mới âm lịch. Đêm gala quy tụ 24 chị đẹp đã tham gia chương trình cùng một số khách mời nổi tiếng. Chương trình này được phát sóng vào lúc 21:30 ngày 11 tháng 2 năm 2024, tức mùng 2 Tết Giáp Thìn.

## Sau chương trình
Sau mùa đầu tiên, thay vì ra mắt đội hình chung cuộc với 7 thành viên, một nhóm nhạc mới được hình thành với tên gọi Lunas, gồm 5 thành viên bước ra từ chương trình: Trang Pháp, Diệp Lâm Anh, Huyền Baby, Ninh Dương Lan Ngọc, và Khổng Tú Quỳnh. Nhóm Lunas ra mắt ca khúc đầu tay "Moonlight" vào ngày 20 tháng 5 năm 2024, và đã được mời đến biểu diễn ở chương trình Đạp gió tại Trung Quốc. Một nhóm nhạc khác có tên VibeQueens cũng được thành lập với sự kết hợp giữa hai nữ nghệ sĩ của mùa 1 là Lưu Hương Giang và Phương Vy. Nhóm VibeQueens đã ra mắt MV đầu tay mang tên "Chị em mình trên tivi" vào ngày 6 tháng 6 năm 2024.
Ngày 25 tháng 1 năm 2025, nhà sản xuất công bố buổi hòa nhạc của Chị đẹp đạp gió rẽ sóng sẽ được tổ chức vào ngày 12 tháng 4 năm 2025, với sự góp mặt của các chị đẹp trong cả hai mùa. Sự kiện được tổ chức tại The Global City, thuộc đường Đỗ Xuân Hợp, phường An Phú, thành phố Thủ Đức, thành phố Hồ Chí Minh, ngay sau khi diễn ra đêm hòa nhạc thứ ba và thứ tư của Anh trai vượt ngàn chông gai (tổ chức vào hai ngày 22 và 23 tháng 3 năm 2024).